# Frontera entre Colòmbia i Haití
La frontera entre Colòmbia i Haití és una frontera internacional marítima que discorre en el mar Carib, està definida pel tractat Liévano-Brutus, signat el 17 de febrer de 1978 a Port-au-Prince pel ministre de relacions exteriors de Colòmbia, Indalecio Liévano Aguirre, i el secretari d'estat d'assumptes estrangers i de cultes d'Haití, Edner Brutus, i aprovat pel Congrés de la República de Colòmbia mitjançant la llei No. 12.
La frontera entre tots dos països està definida pel principi de la línia mitjana, els punts de la qual són equidistants als més propers de les línies de base, a partir de les quals es mesura l'amplària del mar territorial de cada estat. En si consta d'una sola recta que va entre els punts de coordenades 14° 44′ 10″ N, 74° 30′ 50″ O / 14.73611°N,74.51389°O i 15° 02′ 00″ N, 73° 27′ 30″ O / 15.03333°N,73.45833°O.